# 유엔 안전 보장 이사회 결의 제2464호
유엔 안전 보장 이사회 결의 제2464호는 유엔 안전보장이사회가 대북제재위원회 산하 전문가 패널의 임기를 1년 연장을 주요 골자로 하는 결의안이다. 2019년4월10일 채택됐다. 미국은 유엔 안전 보장 이사회 결의 제2464호에 따른  북한에대한 ‘최종적이고 완전히 검증된 비핵화(FFVD)’시점까지를 위한 각국의 제재 이행을 당부한 것으로 알려졌다.
한편 대북제재 위반 행위를 감시해온 전문가패널의 활동은 중간 보고서 및 연례보고서를 대북제재위원회를 통해 유엔 안전보장이사회에 정식 제출되 공개된다.

## 같이 보기
- 유엔 안전 보장 이사회 결의
- 유엔 안전 보장 이사회 결의 제2407호
- 유엔 안전 보장 이사회 결의 제1874호